# Circoscrizioni elettorali del Regno d'Italia del 1924
Le circoscrizioni elettorali del Regno d'Italia del 1924 furono stabilite per le elezioni politiche della XXVII legislatura del Regno d'Italia.
Le circoscrizioni, parti del collegio unico nazionale, furono definite attraverso il regio decreto del 13 dicembre 1923, n. 2694.
Il numero di deputati eletti venne mantenuto pari a 535.
Nel decreto di approvazione era previsto un numero di 16 circoscrizioni, ridotte a 15 solo per le prime elezioni, in quanto non fu poi implementata la proposta circoscrizione del Sannio.
La successiva legge elettorale del 15 febbraio 1925, n. 122 abolì il collegio unico nazionale e la sua suddivisione in circoscrizioni.

## Elenco
| Numero | Nome                  | Capoluogo | Province comprese                                                             | Deputati | Popolazione al 1921 | Popolazione al 1921 |
| Numero | Nome                  | Capoluogo | Province comprese                                                             | Deputati | Totale              | Media per deputato  |
| ------ | --------------------- | --------- | ----------------------------------------------------------------------------- | -------- | ------------------- | ------------------- |
| 1      | Piemonte              | Torino    | Torino, Alessandria, Cuneo, Novara                                            | 47       | 3535363             | 75220               |
| 2      | Liguria               | Genova    | Genova, Porto Maurizio                                                        | 18       | 1329745             | 73875               |
| 3      | Lombardia             | Milano    | Milano, Pavia, Bergamo, Brescia, Como, Cremona, Mantova, Sondrio              | 70       | 5217110             | 74530               |
| 4      | Veneto                | Venezia   | Venezia, Treviso, Belluno, Rovigo, Padova, Verona, Vicenza, Trento            | 53       | 3965464             | 74820               |
| 5      | Venezia Giulia        | Trieste   | Trieste, Udine, Pola, Zara                                                    | 23       | 1715117             | 74570               |
| 6      | Emilia                | Bologna   | Bologna, Ferrara, Ravenna, Forlì, Parma, Modena, Piacenza, Reggio nell'Emilia | 41       | 3083814             | 75215               |
| 7      | Toscana               | Firenze   | Firenze, Arezzo, Grosseto, Livorno, Lucca, Massa, Pisa, Siena                 | 38       | 2822745             | 74283               |
| 8      | Marche                | Ancona    | Ancona, Pesaro, Macerata, Ascoli Piceno                                       | 16       | 1202559             | 75160               |
| 9      | Lazio e Umbria        | Roma      | Roma, Perugia                                                                 | 30       | 2246214             | 74874               |
| 10     | Abruzzi e Molise      | L'Aquila  | Aquila, Chieti, Teramo, Campobasso                                            | 21       | 1579481             | 75213               |
| 11     | Campania              | Napoli    | Napoli, Avellino, Benevento, Caserta, Salerno                                 | 49       | 3715294             | 75822               |
| 12     | Puglie                | Bari      | Bari, Foggia, Lecce                                                           | 32       | 2399004             | 74969               |
| 13     | Calabria e Basilicata | Catanzaro | Catanzaro, Cosenza, Reggio Calabria, Potenza                                  | 28       | 2116974             | 75606               |
| 14     | Sicilia               | Palermo   | Palermo, Caltanissetta, Catania, Girgenti, Messina, Siracusa, Trapani         | 57       | 4303788             | 75505               |
| 15     | Sardegna              | Cagliari  | Cagliari, Sassari                                                             | 12       | 890334              | 74195               |
| Totale | Totale                | Totale    | Totale                                                                        | 535      | 40123006            | 74996               |